# Andrés Pastrana
Andrés Pastrana Arango (Bogotá, 17 de agosto de 1954) es un abogado, empresario, diplomático, periodista y político colombiano. Fue presidente de Colombia entre el 7 de agosto de 1998 y el 7 de agosto de 2002. Exmiembro del Partido Conservador Colombiano, líder de la Nueva Fuerza Democrática. 
Fue alcalde mayor de Bogotá, senador y presidente de Colombia entre 1998 y 2002, es recordado por los Diálogos de paz con las Fuerzas Armadas Revolucionarias de Colombia-Ejército del Pueblo  (FARC-EP).
Durante los preparativos de las elecciones regionales de Colombia de 1988, Andrés Pastrana fue secuestrado por 'Los Extraditables' del Cartel de Medellín, en la sede de su campaña a la Alcaldía de Bogotá en el barrio La Soledad. El cautiverio duró entre el 18 y el 25 de enero de ese año cuando fue liberado, lo que le permitió ganar las elecciones del mes de marzo siguiente.
Ejerció el cargo de presidente de la República entre 1998 y 2002 como el 56.º presidente de la República de Colombia. Hijo de Misael Pastrana Borrero, quien fuera presidente de Colombia entre 1970 y 1974.
En las elecciones presidenciales de 1998 fue elegido presidente de la República de Colombia con el 50,4 % de los votos, venciendo al liberal Horacio Serpa Uribe. De inmediato inició los diálogos de paz con la guerrilla de las Fuerzas Armadas Revolucionarias de Colombia -Ejército del Pueblo (FARC-EP), en los denominados «Diálogos en San Vicente del Caguán» paralelamente al desarrollo e implementación de un acuerdo militar con el gobierno de los Estados Unidos denominado el «Plan Colombia» y al recrudecimiento del conflicto armado interno de Colombia. Bajo su gobierno, las operaciones militares de contraguerrilla provocaron el desplazamiento forzado de más de un millón de personas en cuatro años. La producción de cocaína aumentó un 47% durante este periodo.
Fue miembro del Partido Conservador y presidente honorario de Millonarios Fútbol Club. Se nacionalizó español en 2018.
El 13 de marzo de 2025, el expresidente colombiano Andrés Pastrana fue detenido por las autoridades angoleñas en el aeropuerto de Luanda, sin una explicación aparente, mientras se encontraba en el país para participar en un foro internacional sobre democracia. Junto a otros líderes políticos, Pastrana fue retenido por varias horas sin que se le brindara información sobre el motivo de su detención. Después de la intervención del consulado colombiano, las autoridades angoleñas decidieron liberarlo, aunque también fue expulsado del país. Pastrana denunció que su detención fue un intento del gobierno de Angola de presionar a los opositores y cancelar el evento al que estaba invitado, organizado por el Partido Unite por la Libertad y Dignidad, un grupo de oposición en el país.

## Biografía
Andrés Pastrana Arango nació en Bogotá, el 17 de agosto de 1954, en el seno de una familia conservadora de la élite bogotana. 
Estudió en el Colegio San Carlos de Bogotá, donde destacó como capitán del equipo de fútbol de la institución y luego como presidente del consejo estudiantil.

### Activismo político

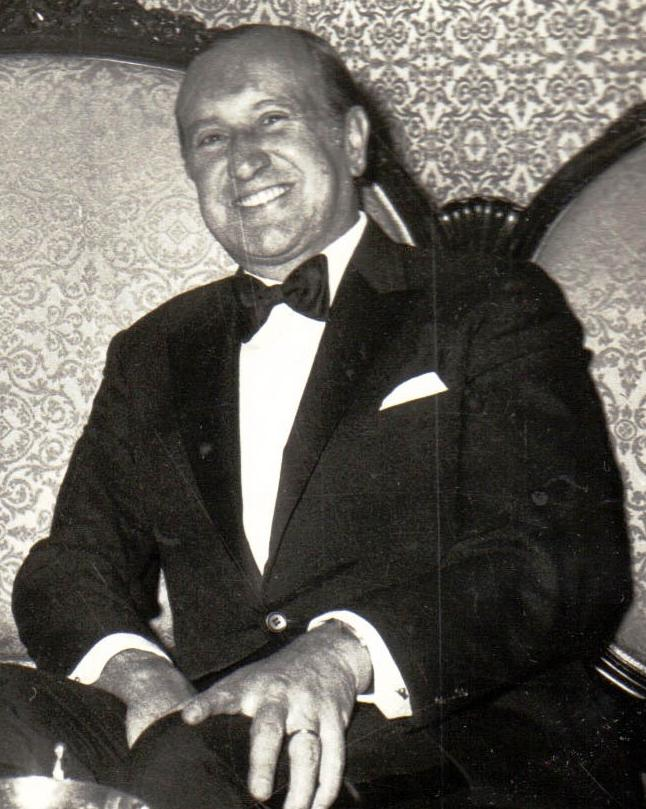
Su actividad política comenzó durante la presidencia de su padre Misael Pastrana en 1973.

En 1970 su padre fue elegido presidente de Colombia y se convirtió en un joven activista político por medio de varias obras. La más conocida fue la jornada cívica conocida como Caminata Nacional de la Solidaridad que tenía el lema "Camina por los que no pueden caminar", que se empezó a realizar de manera anual desde 1974. En las caminatas se hizo amigo de grandes personalidades del deporte colombiano como Kid Pambelé.
En 1977 se graduó como abogado en la Universidad del Rosario de Bogotá, de la que también era egresado su padre Misael, quien le encargó la dirección de la revista Guión, fundada por el mismo. También realizó estudios de derecho internacional en la Universidad de Harvard. Después de regresar al país se convirtió en un presentador de noticias en el noticiero TV Hoy, propiedad de su familia.

### Actividad política y periodística
Fue elegido con 30 años concejal de Bogotá para el período 1984-1986, y alternaba  ese cargo con sus labores de periodista. Su destacada labor periodística le valió varios reconocimientos, ya que fue premiado en dos ocasiones por el Rey de España, Juan Carlos I, quien le dio dos Premios Internacionales de Periodismo Rey de España, junto a su socio, Gonzalo Guillén, uno en 1985 y el otro en 1987.
En 1985, fue elegido director del Partido Conservador, algunos creen que gracias a la influencia de su padre, quien aún seguía siendo un poderoso caudillo político dentro de ése partido. Como director del conservatismo, Pastrana apoyó la candidatura presidencial de Álvaro Gómez Hurtado, quien se enfrentó en las elecciones de 1986 con el empresario liberal Virgilio Barco Vargas, y con el popular disidente liberal Luis Carlos Galán. En 1986 le cedió la dirección del conservatismo a su padre Misael, quien continuó la campaña de Gómez, siendo derrotado por Barco.

### Candidatura a la alcaldía de Bogotá y secuestro (1987-1988)
En 1986 (al cumplirse 100 años de la Carta Magna) se aprobó una reforma constitucional que le permitía a los ciudadanos colombianos elegir a sus gobernadores y alcaldes, por primera vez en la historia del país, ya que éstos cargos anteriormente eran designados por el gobernador del departamento al que pertenecía la ciudad en disputa, o por el presidente (quien elegía a los gobernadores y desde 1957 al alcalde del Distrito Especial de Bogotá). En 1987, Pastrana inscribió su candidatura para competir por la Alcaldía de Bogotá en 1988.
El lunes 18 de enero de 1988, Pastrana fue secuestrado por Los Extraditables pertenecientes al Cartel de Medellín de Pablo Escobar, cuando se encontraba en su sede de campaña. Estos, desde hacía unos años, trataban de negociar con el gobierno para evitar ser enviados a Estados Unidos, para ser juzgados, cuando ese país lo solicitara. Jhon Jairo Velásquez, alias Popeye fue el encargado de organizar el secuestro.
Andrés Pastrana trabajaba como director del noticiero Tv Hoy y fue fijado como objetivo a secuestrar por parte de Pablo Escobar, pensando en términos de presionar por el fin de la extradición en Colombia (debido a que su padre era la cabeza visible del conservatismo en Colombia en esa época). John Jairo Velásquez comenzó a frecuentar la sede de campaña de Andrés Pastrana haciéndose pasar como un dirigente de la colonia antioqueña que apoyaban al candidato. Varias veces iría hasta allí para ganar confianza de los trabajadores de la sede de campaña. 
El 18 de enero de 1988 sobre las 19:30 de la noche, entraron en la sede 10 hombres quienes aseguraron pertenecer al Movimiento 19 de abril (M-19). El ardid de emplear como fachada al M-19 llegaba en momentos en que, en ese momento, el grupo guerrillero, realizaba acercamientos para iniciar conversaciones de paz. Pastrana fue encerrado en el maletero de un Renault 21 y transportado hacia Sopó, Cundinamarca. Pensando que sus captores eran del M-19 pidió ver a Carlos Pizarro Leongómez a quien decía conocer personalmente. Al siguiente día le informaron que estaba en poder de Los Extraditables.
En un helicóptero Bell Ranger fue remitido hasta zona rural de Antioquia donde era custodiado por Valentín Taborda y Carlos Bustamante, mientras que la comida fue encomendada a Martha Veloza, esposa de Jorge Restrepo, quien era testaferro de Popeye y cuidaba la finca El Retiro, propiedad de Pablo Escobar. El cautiverio duró hasta el 25 de enero, mismo día que asesinaron al procurador general de la nación Carlos Mauro Hoyos en vecindades de donde se hallaba cautivo y cuando los secuestradores tenían como fin mantenerlos a él y al procurador cautivos en un solo sitio. [cita requerida]
El alcalde de El Retiro (Antioquia), viendo los desmanes y derroches de Jorge Restrepo en cada desplazamiento hasta el pueblo (15 millones de pesos recibía de parte de Pablo Escobar para mantener al secuestrado), se desplazó con 6 policías hacia la finca, intrigado por la repentina fortuna del señor Restrepo, pensando que tendría, por lo menos un laboratorio de procesamiento de cocaína o al procurador secuestrado.[cita requerida]
La policía al cercar el lugar, Pastrana advierte de su identidad siendo encañonado por sus captores y tras estar acorralados los secuestradores estos piden un rehén para poder salir con vida y evitar represalias, Roberto de Jesús Zapata, uno de los policías, se intercambia con el secuestrado, dicho policía sería liberado posteriormente. De esa forma fue liberado Pastrana y su liberación le aseguró su popularidad para las elecciones para alcalde.[cita requerida]
Años después Pastrana contó que su secuestro se dio porque era un presidenciable potencialmente peligroso para los intereses de los narcos y los políticos aliados a ellos, como Alberto Santofimio, deseaban matarlo. Su captor le contó que a Escobar le interesaba mantenerlo con vida en lugar de haber dado la orden de asesinarlo, ya que su importancia le permitía hacer presión contra el tratado de extradición. Pastrana también dijo haber hablado con Escobar personalmente durante su secuestro, quien era incluso sabedor del secuestro del procurador Hoyos.

### Alcalde de Bogotá (1988-1990)
Pastrana regresó a su campaña con el respaldo de la prensa y convertido en un candidato popular y carismático, y fue elegido alcalde de Bogotá con 400.000 votos. Su padre no participó en la campaña, ya que consideraba que sus posibilidades de éxito eran pocas (María Eugenia Rojas lo aventajaba en los sondeos y en su propio partido por Diego Pardo Koppel), lo que generó el rumor de que el secuestro de su hijo fue una estratagema para posicionar la campaña de Pastrana. [cita requerida]

#### Problema de las basuras
Días después de su posesión, en marzo de ese año, Pastrana adquirió el predio Mondoñedo, lo que fue el comienzo de una larga lista de polémicas en su mandato. En ésa época, la basura era un problema grave para la ciudad, y tras el colapso del sistema de recolección de basura, Pastrana construyó el Relleno Sanitario Doña Juana, inaugurado en noviembre de 1988, el cual se ha hecho famoso por sus múltiples colapsos a lo largo del tiempo. Para darle solución definitiva al problema, privatizó el servicio de recolección de basuras, que pese a que fue una de sus promesas de campaña, hoy se considera como un hecho negativo, ya que sus detractores consideran que convirtió ese servicio público en un negocio, pues puso a competir a la EDIS, la empresa que controlaba el sector con otras dos, que juntas llegaron a recolectar el 40% de la basura de la ciudad. Sin embargo, también son varias las voces que consideran que ese hecho le dio solución a ese problema que aquejaba a la ciudad con fuerza.

#### Obras inconclusas y entregadas

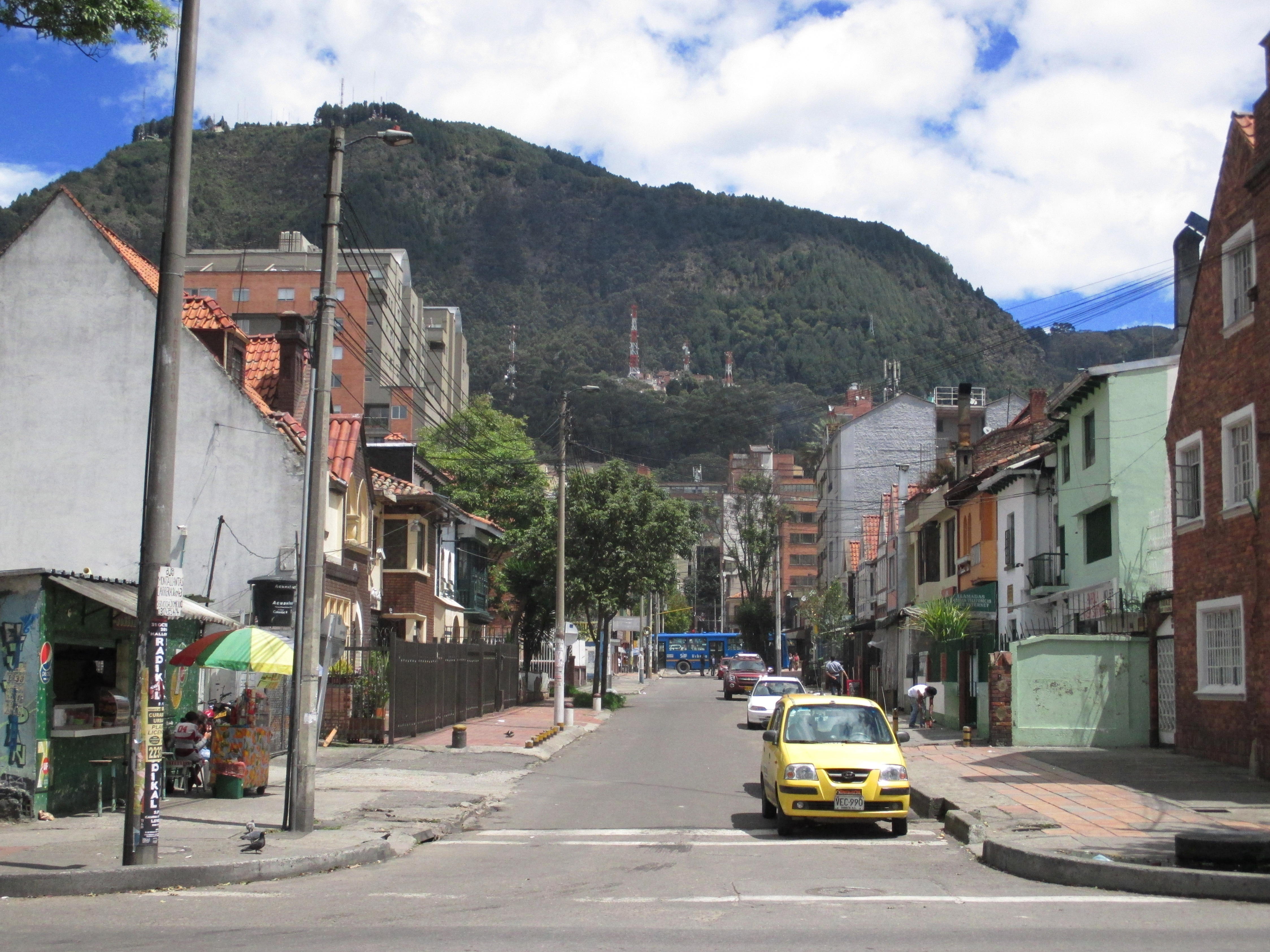
Avenida Caracas con calle 41 en la actualidad.

En 1989 intentó sin éxito iniciar las obras para la construcción del Metro de Bogotá, obra que se estaba gestando desde que el entonces alcalde de la ciudad, Carlos Sanz de Santamaría lo propuso, en 1942. Pastrana negoció con una empresa italiana la obra, pero se descartó, según el gobierno local, por la falta de recursos para financiar el proyecto. Ésta iniciativa y otras obras que sí ejecutó dejaron a la ciudad con un 300% de deuda externa, y sin embargo Pastrana afirmó que logró reducirla durante su mandato.
Construyó la troncal de la avenida Caracas; en el cual se crearon carriles exclusivos para los buses con paraderos y señalización demarcada y hasta finales de la década de los 1990 cuando los conductores de buses a causa de la guerra del centavo causaron múltiples accidentes y varios paraderos se convirtieron en focos de inseguridad, por lo que la Troncal fue luego sustituida por actual sistema de transporte público Transmilenio.
El puente de la calle 92 que conecta a la carrera 30 con la Autopista Norte que por su mal diseño causó varios accidentes, entre ellos el que causó la muerte al periodista y empresario Thomas Quinn de RTI Colombia y a su esposa. El puente por su debilidad estructural se desplomó en dos ocasiones hasta que fue demolido y reconstruido en su totalidad durante la administración de Enrique Peñalosa.
La avenida Suba que partió en dos el Humedal de Córdoba, la avenida fue modernizada y restaurada para la fase II de Transmilenio. El embalse del Guavio.

#### Aspectos positivos
Pese a todos los reveses de su corto gobierno, Pastrana dedicó sus esfuerzos para combatir el consumo de drogas en la ciudad, asociándose con la Iglesia Católica colombiana, en especial con el sacerdote Rafael García Herreros, ONGs y homólogos de otras ciudades del país y del mundo, pese a que el narcotráfico seguía siendo una amenaza para el país, y especialmente para la ciudad.
Junto a su esposa, promovió actividades culturales y deportivas para jóvenes y niños de la ciudad, con el programa "Vacaciones Recreativas" para el período del receso escolar, y recuperó el programa del "Vaso de leche y la mogolla" (un tipo de pan típico del país), con el cual buscaba combatir la desnutrición de niños de escasos recursos, y que fue implementado por primera vez durante el gobierno de su padre y encabezado por su madre.

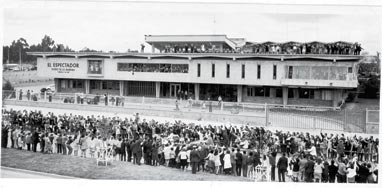
En 1989, la sede de El Espectador fue bombardeada por el Cartel de Medellín, junto a otros atentados y crímenes que sacudieron a la ciudad entre 1989 y 1990.

Entre el 17 y el 18 de septiembre de 1988, apoyó la iniciativa de los empresarios musicales Felipe Santos Calderón, Armín Torres y Julio Correal de organizar un evento musical para la promoción de la ola del rock en español, y que buscaba desincentivar el consumo de drogas por medio de la música; el evento, llamado Concierto Bogotá en Armonía se conoció en la posteridad como El Concierto de Conciertos, realizándose en el Estadio El Campín, pese a la negativa de los deportistas y periodistas de la época. El evento es considerado por expertos y fanáticos como uno de los más importantes del país, y el que le dio a los empresarios colombianos la confianza para invertir en Bogotá, y para más eventos masivos de ese nivel.
Su gobierno fue calificado por la prensa y por expertos en gobierno como de buen manejo de los recursos públicos y buenos resultados en materia de seguridad y orden público, con programas como "El Buen Vecino" y el fortalecimiento de los CAI. muy a pesar de que en 1988 fue secuestrado Álvaro Gómez por el M-19, en 1989 fueron asesinados varios políticos, periodistas, policías y militares y de que las sedes del DAS y de El Espectador fueron bombardeados, y de que en 1990 fueron asesinados en la ciudad los candidatos presidenciales Carlos Pizarro y Bernardo Jaramillo Ossa.

### Senador de la República (1991-1993)
En 1991, luego del cambio en la Constitución de 1886, (en el que participó su padre y donde renunció a los pocos días), y proclamada la nueva Carta Política del 4 de julio de 1991, Pastrana fue elegido senador como cabeza del lista de la Nueva Fuerza Democrática, movimiento suprapartidista que creó como escisión del Partido Conservador, que aún controlaba su padre. 
Pese a que el Congreso en Colombia se elige comúnmente por 4 años, la derogación de la constitución logró como consecuencia que todas las normas vigentes también se abolieran, entre ellas el congreso mismo. En el Congreso, Pastrana se rodeó de jóvenes conservadores que luego se convertirían de sus aliados políticos y sus protegidosː Claudia Blum, Efraín Cepeda, entre otros. El 28 de julio de 1993, Pastrana renunció a su curul en el senado para buscar la presidencia de Colombia, durante las elecciones de 1994.

### Primera candidatura presidencial (1994)
A tres días de la segunda vuelta electoral de 1994 para el periodo comprendido de 1994 a 1998,  el entonces presidente César Gaviria Trujillo y el ministro de Defensa Rafael Pardo Rueda recibieron de Andrés Pastrana Arango unos casetes (de allí en adelante conocidos como los narco-casetes) que le había entregado un día antes el teniente coronel Barragán de la Dijin. El presidente Gaviria remitió los casetes al entonces fiscal general de la Nación Gustavo de Greiff quien confirmó su procedencia e informó al presidente, pero se abstuvo de abrir investigación (su hija Mónica de Greiff fue tesorera de la campaña de Samper). Pastrana nunca fue notificado del contenido de los narco-casetes y llegó a las elecciones ignorante de esta infiltración del narcotráfico en la campaña de su opositor, hasta cuatro días antes de las segunda vuelta.
Posteriormente el sucesor del fiscal general, Alfonso Valdivieso, los dio a conocer a la opinión pública el 20 de junio de 1995. Ese día se divulgaron los casetes de audio en los que el periodista Alberto Giraldo hablaba con los hermanos Miguel Rodríguez Orejuela y Gilberto Rodríguez Orejuela (jefes del cartel de Cali) sobre dineros para apoyar la campaña de Ernesto Samper. El lunes 27 de febrero de 1996, la Comisión de Acusaciones de la Cámara de Representantes decidió abrir investigación formal contra el presidente Ernesto Samper. Los 15 miembros de la comisión, después de evaluar las pruebas aportadas por el fiscal Alfonso Valdivieso consideraron que había méritos para abrir una investigación penal contra el presidente Samper.
El 6 de julio de 1996, mediante la figura de preclusión, fue archivado el caso de Ernesto Samper e hizo así tránsito a cosa juzgada en el pleno de la Cámara por 111 votos a favor y 43 en contra. Lo que significa que Samper no fue declarado inocente ni culpable, pero con esto cerró la posibilidad de cualquier otro juicio.
Según el expresidente César Gaviria, gran parte de la campaña presidencial de Pastrana estuvo financiada por el cartel de Cali.

### Segunda Candidatura presidencial (1998)
Luego de cuatro años de una oposición al entonces presidente Samper, Pastrana se enfrentó por la candidatura conservadora al senador y exministro de Minas Juan Camilo Restrepo, a quien derrotó. En la segunda vuelta de las Elecciones Presidenciales, en junio de 1998 fue elegido presidente con el 51 % de los votos, tras derrotar al candidato liberal Horacio Serpa Uribe.
Durante su campaña a la presidencia Pastrana adelantó conversaciones con la guerrilla de las FARC-EP y prometió un diálogo de paz si resultaba elegido, Pastrana se tomó una foto con el guerrillero Manuel Marulanda en la que este portaba un reloj símbolo de la campaña de Pastrana. Una vez elegido, Pastrana inició inmediatamente un proceso de diálogo con la guerrilla, siendo candidato Pastrana había ofrecido a la guerrilla una zona de despeje, en los municipios de La Uribe, Mesetas, La Macarena y Vista Hermosa (Meta), y en San Vicente del Caguán (Caquetá), para llevar a cabo allí los diálogos.

### Presidente de Colombia (1998-2002)
El gobierno de Andrés Pastrana inició el 7 de agosto de 1998 y finalizó el 7 de agosto de 2002, su predecesor fue el gobierno de Ernesto Samper y su sucesor fue el gobierno de Álvaro Uribe.

#### Seguridad y conflicto armado interno

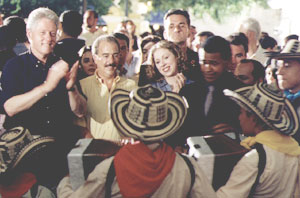
Andrés Pastrana recibiendo visita del Presidente Bill Clinton. Cartagena de Indias (2000).

En este momento del conflicto armado, que puede llamarse la guerra por la coca entre guerrillas y paramilitares, el presidente Andrés Pastrana Arango intentó una negociación de paz con las FARC-EP y como garantía para los negociadores de la guerrilla, despejó de Fuerza Pública (Fuerzas Militares y Policía Nacional), cuatro municipios del Meta y uno del Caquetá, en la región del río Caguán, desde el 7 de noviembre de 1998. Los diálogos de paz, con participación de organizaciones de la sociedad civil en mesas de discusión temática, fracasaron por exceso de temas de negociación y falta de estrategia negociadora del gobierno, pues se acordó una amplia agenda de temas de 110 puntos, que comprendían todas las instituciones y problemas políticos, sociales y económicos del país.
Al área desmilitarizada de 42 000 km² se la conoció como zona de distensión, la cual originalmente debería durar seis meses. Después de una controvertida extensión de su vigencia y de varios acontecimientos como secuestros, asesinatos y reportes de actividades ilícitas en la zona de despeje, el 20 de febrero de 2002, después de casi cuatro años de existencia de la zona de despeje y a pocos meses de terminar su mandato, Pastrana informó al país que el proceso había fracasado y que la zona de distensión quedaba efectivamente cancelada, argumentando que Manuel Marulanda lo había asaltado en su buena fe. El mandatario dio a los guerrilleros hasta las doce de la noche para que abandonaran el área.

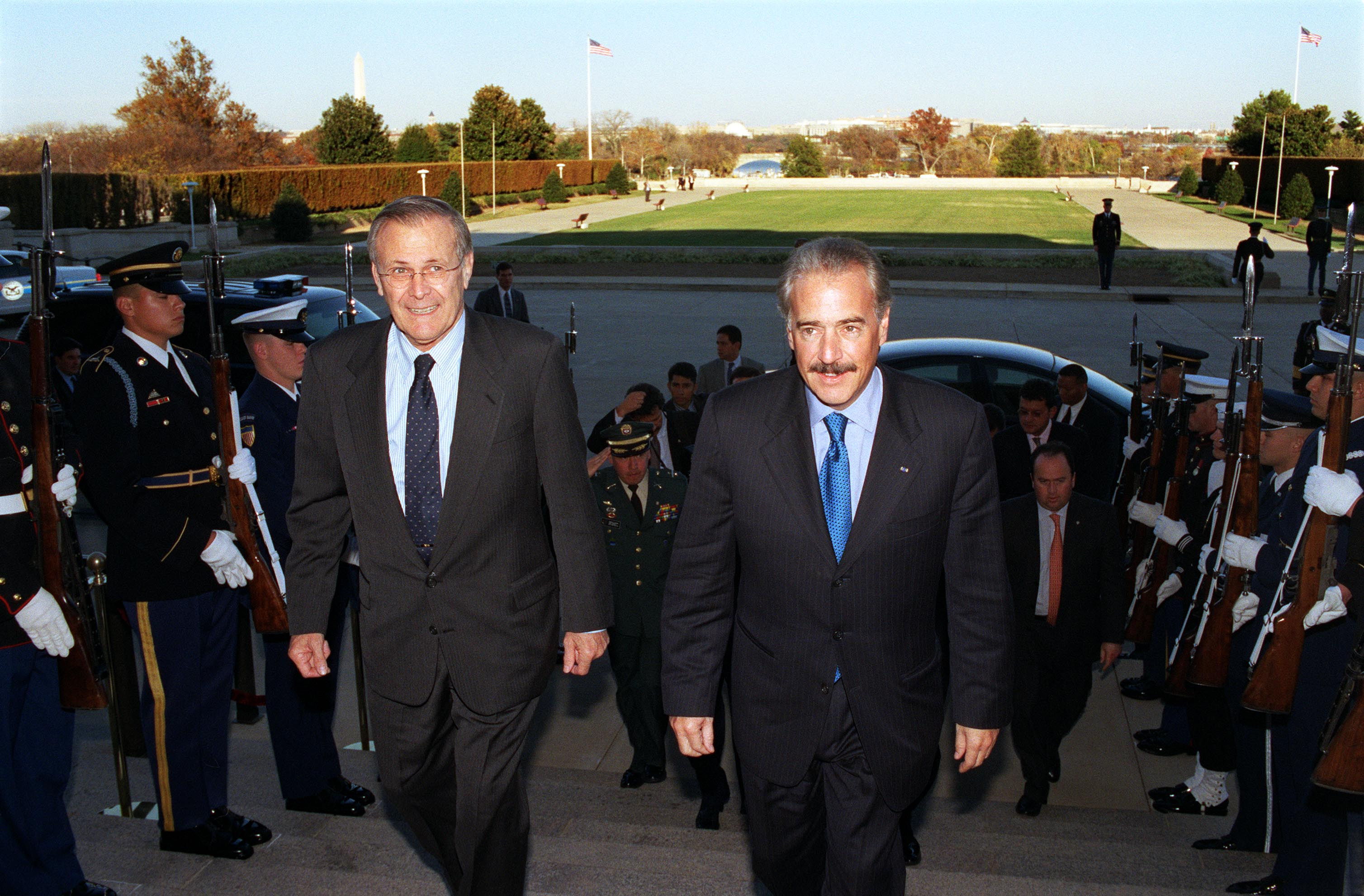
Pastrana y Donal Rumsfeld, 2001.

Paralelamente a la negociación con las Fuerzas Armadas Revolucionarias de Colombia - Ejército del Pueblo (FARC-EP), el presidente Pastrana selló una renovada alianza militar con el gobierno Clinton de los Estados Unidos en 1999, conocido como el «Plan Colombia», que comprometió recursos de los dos gobiernos para fortalecer las Fuerzas Militares y la justicia en su lucha contra las guerrillas y el narcotráfico. Esta alianza militar implicó también la subordinación de la estrategia de seguridad interna a los intereses de política externa de Washington y especialmente, al cabildeo de los grandes contratistas privados de servicios de seguridad de Estados Unidos, como Dynamics Corporation, beneficiaria de los contratos de fumigación aérea de cultivos ilícitos, auspiciada por el representante Benjamin Gilman, quien fue presidente del Comité de Relaciones Exteriores de la Cámara por muchos años.  
Una enmienda especificó la segunda función del plan: fomentar la inversión extranjera "insistiendo en que el gobierno colombiano complete las reformas urgentes destinadas a abrir completamente su economía a la inversión y el comercio exterior".
En virtud del Plan Colombia, por ejemplo, se vinculó al Ejército Nacional en la lucha contra las drogas, al considerarla una amenaza a la seguridad nacional. Como había ocurrido con el anterior proceso de negociaciones del gobierno de Belisario Betancur iniciado en 1983, la oposición militar a la negociación de Andrés Pastrana se hizo explícita en diversas oportunidades, hasta llegar a la renuncia del Ministro de Defensa Rodrigo Lloreda Caicedo, cuando planteó su desacuerdo con el Comisionado de Paz Víctor G. Ricardo frente a la falta de reglas y condiciones para la guerrilla en la zona de despeje del Caguán. Igualmente, esta oposición de las fuerzas militares se expresó en la condescendencia con los grupos paramilitares de las Autodefensas Unidas de Colombia (AUC), en plena expansión con masacres y arremetida territorial y que bajo el mando de Carlos Castaño asumieron el liderazgo de la oposición de las sociedades regionales a las negociaciones con las FARC-EP y el ELN.
El 15 de diciembre de 2008, el extraditado jefe paramilitar alias Jorge 40 señaló ante la sala penal de la Corte Suprema de Justicia de Colombia que los entonces comandantes de las Autodefensas Unidas de Colombia (AUC), los hermanos Castaño (Carlos y Vicente), habían interferido en elecciones de 1998. Las órdenes de Castaño eran obligar a los electores para que votaran por Horacio Serpa Uribe, pero que en la segunda vuelta se dio un giro y se ordenó que todos los votantes, incluidos los liberales, votaran por el candidato conservador Andrés Pastrana Arango. El cambio se habría dado debido a que emisarios de Pastrana habrían hablado con los comandantes de las AUC para comprometerse asegurando que una vez se tuviera avanzado el proceso de paz con la guerrilla de las FARC-EP, el gobierno Pastrana adelantaría conversaciones con las autodefensas.

#### Fallo de La Haya sobre San Andrés, Providencia y Santa Catalina
A raíz del fallo emitido por la Corte Internacional de Justicia de La Haya, el 19 de diciembre de 2012, que delimitó la frontera en el mar Caribe entre Nicaragua y Colombia, y donde este último perdió una considerable área marítima, se desató una fuerte polémica nacional frente a la responsabilidad política y jurídica que le correspondería a los gobiernos intervinientes, en la que el Gobierno del presidente Juan Manuel Santos señaló que su gobierno no tenía responsabilidad y que la misma recaería sobre la reacción del gobierno de Andrés Pastrana Arango ante la demanda instaurada por Nicaragua en el año 2001, pues consideran que dicho gobierno debió retirarse del Pacto de Bogotá como medida cautelar y sin embargo, pese a presuntas recomendaciones recibidas inclusive del que fuera su canciller, habría optado por seguir el proceso adelante, que a la postre terminó desembocando en el fallo adverso.
Sin embargo el exmandatario, se defendió de tales acusaciones señalando que era una forma de eludir la responsabilidad que le correspondía al gobierno Santos en torno al fallo, a lo cual el Gobierno del presidente de la República de Colombia Juan Manuel Santos, indicó en un principio que se harían públicas las actas reservadas de la Comisión Asesora de Relaciones Exteriores que demostrarían que su gobierno no sería el responsable, con lo cual la fuerte discusión escaló de nivel, ya que el expresidente Andrés Pastrana se retiró de la Comisión Asesora de Relaciones Exteriores en protesta y criticó fuertemente tal anuncio, ante lo cual el gobierno Santos desistió de hacer públicas las actas, sin embargo el enfrentamiento continuó, y el expresidente Pastrana contrapunteó con agravios en contra de algunas políticas del gobierno Santos, como el proceso de negociaciones con las FARC-EP y en contra del Ministro del Interior Fernando Carrillo al que calificó de “camarero de Pablo Escobar”, a lo que el funcionario respondió que la descalificación era una forma de evadir la discusión de la responsabilidad por el fallo de La Haya que le correspondería; A la fecha el debate permanece activo, sin definir o esclarecer si cabe algún tipo de responsabilidad por la forma en que se atendió dicho proceso judicial por parte de algún (os) gobierno(s).
Finalizó su periodo presidencial y poco tiempo después fijó su residencia en España. Luego de residir allí durante dos años, volvió al país en 2004, para enfrentar los intentos reeleccionistas de su sucesor, Álvaro Uribe Vélez. 

### Embajador en Washington (2005-2006)

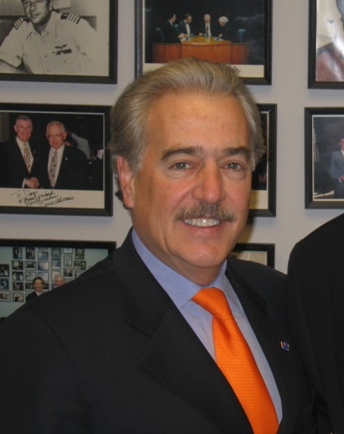
Pastrana luego de dejar el cargo

A mediados de 2005, lanzó su libro La Palabra Bajo Fuego, editado por Editorial Planeta Colombiana, con prólogo del expresidente estadounidense Bill Clinton, en el que recoge sus memorias del proceso de paz con las guerrillas, el relanzamiento de las relaciones internacionales y el fortalecimiento de las Fuerzas Armadas durante su cuatrienio. Pocas semanas después, en un giro inesperado, y luego de varios meses de hacer oposición, aceptó el cargo de embajador de Colombia en Estados Unidos, en reemplazo de Luis Alberto Moreno después de que el expresidente Julio César Turbay lo presentó como la persona más idónea para dicha embajada.
En septiembre de 2007, Pastrana volvió a ser crítico del Gobierno Uribe y desató controversia al cuestionar duramente varias políticas y procesos que se habían llevado a cabo durante dicha administración como el proceso de desmovilización de paramilitares; dijo que hay un pacto secreto con los paramilitares y que los éxitos de la política de seguridad democrática de la administración de Álvaro Uribe se debían en gran parte a su gobierno, y criticó la forma en que Uribe permitió la participación del presidente venezolano Hugo Chávez en el tema del acuerdo humanitario.
En noviembre de 2013 publicó el libro Memorias olvidadas a través de la editorial Debate que contiene sus apreciaciones de la financiación del Cartel de Cali a la campaña de su predecesor en la Presidencia de la República Ernesto Samper y con indicios de que el Gobierno de César Gaviria Trujillo tuvo conocimientos de estos hechos por lo menos seis meses antes de la elección de 1994.
También lanzó a la web su Biblioteca Presidencial, con documentos, imágenes y vídeos de su trayectoria política y personal, siendo pionera Colombia de este tipo, según el esto contribuirá a la Memoria Histórica del país.

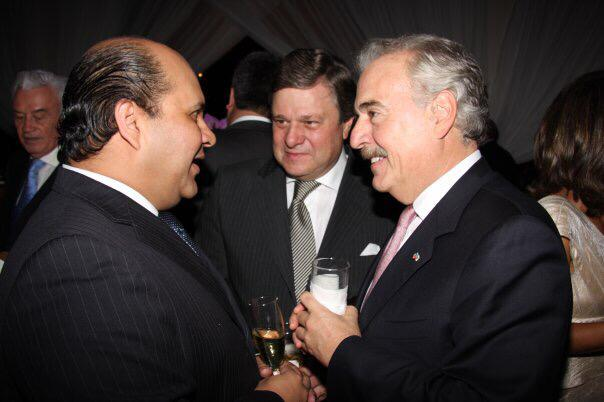
Pastrana en una cena, 2008.

En enero de 2015 viajó a Venezuela, y junto con Sebastián Piñera trató de visitar a políticos opositores encarcelados bajo la acusación de sedición ante los tribunales y a espera de juicio, lo cual le fue impedido por el gobierno de Nicolás Maduro. Dos meses más tarde acepta el ofrecimiento del presidente Juan Manuel Santos para integrar la Comisión Asesora para la Paz. Es miembro del Club de Madrid.
En el mismo año es elegido Presidente de la Internacional Demócrata de Centro (IDC) en representación de Colombia y el Partido Conservador Colombiano. Actualmente ocupa el cargo y además es Vicepresidente del Comité Ejecutivo de esta organización, la cual es considerada la asociación internacional más importante de Centro derecha en el mundo y se destaca por la defensa de la democracia y el humanismo cristiano a través de la agrupación de diversos partidos políticos de todo el mundo.

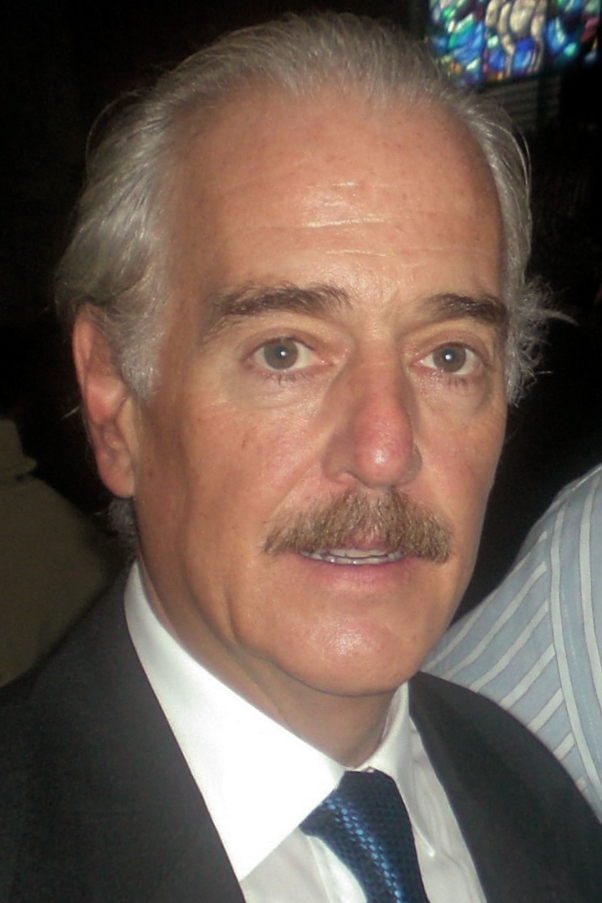
Pastrana en Caracas, 2009

En agosto de 2016 anunció su apoyo al NO en el Plebiscito de refrendación a los Acuerdos entre el gobierno Santos y las FARC-EP, apoyando las posturas y críticas de Álvaro Uribe Vélez contra el presidente Juan Manuel Santos, las FARC-EP y el Presidente de Venezuela Nicolás Maduro. Mantiene ahora una relación distante y hostil con su propio partido, estimando que el partido conservador es «absolutamente corrupto». También calificó como «corruptos» a dos de los más importantes líderes conservadores, Efraín Cepeda y Hernán Andrade.
En marzo de 2018 se le es concedida la nacionalidad española por la razón de que ha favorecido siempre las relaciones bilaterales con España.
En el 2018, fue uno de los grandes líderes de la candidatura de Marta Lucía Ramírez para la presidencia, por medio de la Gran Consulta por Colombia perteneciente al Movimiento Colombia Fuerte y Honesta, posteriormente ganó el candidato del Centro Democrático a quien manifestó su apoyo, y Ramírez fue nombrada fórmula vicepresidencial.
En 2019, se criticó a su Partido Conservador lanzándole fuertes críticas en su intervención en la ceremonia de conmemoración de sus 170 años. Dijo que el Partido Conservador se había convertido en una “lánguida comparsa que acude al Palacio Presidencial con la totuma en mano, ofreciendo sus principios a cambio de unas cuotas migajas de burocracia”, refiriendo al período de Santos.
Es firmante de la Carta de Madrid lanzada en 2020 por el partido español Vox para unir a la derecha radical de España y América Latina contra "el narco-comunismo, la izquierda y el crimen organizado".

## Controversias

### Relación con Jeffrey Epstein y supuesto viaje en el «Lolita Express»

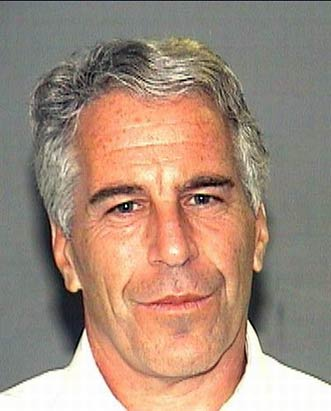
Mugshot de Epstein, 2006

En agosto de 2019 se reveló un manifiesto de vuelo mostrando que, en marzo de 2003, Pastrana viajó a Nasáu en el jet privado de Jeffrey Epstein, un financiero estadounidense condenado por tráfico sexual de menores. Dicho avión era utilizado entre otras cosas  para llevar amigos y asociados de Epstein a su isla privada en las Islas Vírgenes de los Estados Unidos, donde realizaban orgías con las menores esclavizadas por la red internacional de tráfico sexual que el estadounidense lideraba; por esta razón, los lugareños se referían al avión como el "Lolita Express". 
Pastrana aseguró que el viaje en cuestión tenía como único objetivo visitar al mandatario cubano Fidel Castro, no obstante, hay indicios que contradicen esta versión. Por un lado, no aparece registro de ningún vuelo a La Habana en el manifiesto de embarque, ni hay tampoco evidencia alguna de actos públicos en Cuba que involucraran a Pastrana u otras reuniones de este con Castro; además, de acuerdo a los registros uno de los pasajeros que estuvo en el vuelo junto a Pastrana era Jean Luc Brunel, quien fue presuntamente el principal socio de Epstein en su red de tráfico sexual.
Un artículo del Miami Herald sugirió en el momento que el viaje pudo haber sido realizado con el fin de buscar asilo político para Epstein, donde Pastrana habría servido de vínculo entre Epstein y Fidel Castro. Sin embargo, no parece haber evidencia alguna para esta teoría y la única fuente indicando el viaje a Cuba fue una declaración pública del mismo Pastrana. Un video tomado de la casa de Epstein en 2005 durante un allanamiento a su casa parece mostrar una fotografía de Epstein junto a Castro, lo que ha sido tomado por algunos medios como evidencia de la reunión. Según parece, las autoridades no ficharon la foto como evidencia durante el procedimiento, por lo cual no hay confirmación sobre su contenido preciso ni su procedencia. Ningún medio parece tener conocimiento sobre el paradero de la foto.[cita requerida]
A causa de este episodio, Pastrana ha recibido señalamientos de pedofilia por parte de múltiples personas, incluyendo un legislador colombiano; el legislador en cuestión fue obligado a retractarse después de una acción legal en su contra por parte de Pastrana. Al momento presente, ninguna autoridad pertinente ha abierto una investigación  sobre la relación de Pastrana con Epstein. Por lo tanto, aún no se sabe mucho sobre la naturaleza de su relación, incluyendo posibilidades de que Pastrana tuviese conocimiento de la red de explotación sexual, o incluso no hay pruebas que hubiese participado en actividades ilegales durante el viaje - como se le ha acusado. En junio de 2020, miembros del colectivo de hackers Anonymous publicaron un documento que, según indicaban, era la libreta de contactos de Epstein de los participantes de la red de pedofilia; entre los contactos que aparecen está el de Andrés Pastrana. No ha habido confirmación oficial sobre la veracidad de este documento.[cita requerida]

#### Acusaciones de vínculos con el narcotráfico
El expresidente César Gaviria afirmó en 2013 que Andrés Pastrana había recibido financiación del cartel de Cali para su campaña presidencial de 1994.

#### Papeles de Pandora
En octubre de 2021, su nombre aparece en los Papeles de Pandora como propietario de una empresa ubicada en Panamá, país considerado paraíso fiscal, a lo cual el exmandatario presentó ante la fiscalía de Colombia documentación sobre las empresas que emplea para sus operaciones en el país.

Escudo (atribuido) de Andrés Pastrana como caballero del Collar de la Orden de Isabel la Católica (España)

## Familia
Es el segundo de cuatro hijos de Misael Pastrana Borrero, presidente de Colombia entre 1970 y 1974, y de su esposa María Cristina Arango, hija del político liberal Carlos Arango Vélez, quien fuera candidato disidente por el Partido Liberal, (el candidato oficial del partido fue Alfonso López Pumarejo), a la presidencia de Colombia en las Elecciones Presidenciales de 1942. 
Su tatarabuela Clementina Portocarrero Caicedo era sobrina nieta del expresidente de Colombia Domingo Caicedo y Sanz de Santamaría así como sobrina bisnieta del prócer de la Independencia Jorge Tadeo Lozano.
Su hermano mayor Juan Carlos Pastrana es periodista y fue director del periódico La Prensa, también de su familia. Por vía colateral Andrés Pastrana es concuñado de la hermana de la senadora Paloma Valencia, pues Cayetana Valencia es esposa de su hermano Juan Carlos.
Andrés está casado desde 1981 con la periodista Nohra Puyana, hija del industrial de la cerveza Eduardo Puyana. Tiene tres hijos.